# Тепатитлан де Морелос (Тепатитлан де Морелос, Халиско)
Тепатитлан де Морелос (шп. Tepatitlán de Morelos) насеље је у Мексику у савезној држави Халиско у општини Тепатитлан де Морелос. Насеље се налази на надморској висини од 1785 м.

## Становништво
Према подацима из 2010. године у насељу је живело 91959 становника.

### Хронологија
| Година       | 2000                  | 2005                  | 2010                  |
| ------------ | --------------------- | --------------------- | --------------------- |
| Становништво | 74262 (35741 / 38521) | 82975 (40104 / 42871) | 91959 (44690 / 47269) |

### Попис
| \| \| м \| \| \| ж \| \| 0—2 \| 2.655 \| \| \| 2.723 \| \| 3—5 \| 2.952 \| \| \| 2.804 \| \| 6—11 \| 5.969 \| \| \| 5.851 \| \| 12—14 \| 2.830 \| \| \| 2.759 \| \| 15—17 \| 2.887 \| \| \| 2.891 \| \| 18—24 \| 6.077 \| \| \| 6.292 \| \| 60+ \| 3.395 \| \| \| 4.192 \| \| Просек : \| 27,6 \| \| \| 28,8 \| |       |  |  |       |
| |       |  |  |       |
| | м     |  |  | ж     |
| 0—2 | 2.655 |  |  | 2.723 |
| 3—5 | 2.952 |  |  | 2.804 |
| 6—11 | 5.969 |  |  | 5.851 |
| 12—14 | 2.830 |  |  | 2.759 |
| 15—17 | 2.887 |  |  | 2.891 |
| 18—24 | 6.077 |  |  | 6.292 |
| 60+ | 3.395 |  |  | 4.192 |
| Просек : | 27,6  |  |  | 28,8  |

| #   | Индикатор                                                                                        | Вредност |
| --- | ------------------------------------------------------------------------------------------------ | -------- |
| 1   | Становништво од 0 до 2 године                                                                    | 5378     |
| 2   | Мушко становништво од 0 до 2 године                                                              | 2655     |
| 3   | Женско становништво од 0 до 2 године                                                             | 2723     |
| 4   | Становништво са 3 и више година                                                                  | 86408    |
| 5   | Мушко становништво са 3 и више година                                                            | 41950    |
| 6   | Женско становништво са 3 и више година                                                           | 44458    |
| 7   | Становништво са 5 и више година                                                                  | 82583    |
| 8   | Мушко становништво са 5 и више година                                                            | 39992    |
| 9   | Женско становништво са 5 и више година                                                           | 42591    |
| 10  | Становништво са 12 и више година                                                                 | 68832    |
| 11  | Мушко становништво са 12 и више година                                                           | 33029    |
| 12  | Женско становништво са 12 и више година                                                          | 35803    |
| 13  | Становништво са 15 и више година                                                                 | 63243    |
| 14  | Мушко становништво са 15 и више година                                                           | 30199    |
| 15  | Женско становништво са 15 и више година                                                          | 33044    |
| 16  | Становништво са 18 и више година                                                                 | 57465    |
| 17  | Мушко становништво са 18 и више година                                                           | 27312    |
| 18  | Женско становништво са 18 и више година                                                          | 30153    |
| 19  | Становништво од 3 до 5 година                                                                    | 5756     |
| 20  | Мушко становништво од 3 до 5 година                                                              | 2952     |
| 21  | Женско становништво од 3 до 5 година                                                             | 2804     |
| 22  | Становништво од 6 до 11 година                                                                   | 11820    |
| 23  | Мушко становништво од 6 до 11 година                                                             | 5969     |
| 24  | Женско становништво од 6 до 11 година                                                            | 5851     |
| 25  | Становништво од 8 до 14 година                                                                   | 13623    |
| 26  | Мушко становништво од 8 до 14 година                                                             | 6908     |
| 27  | Женско становништво од 8 до 14 година                                                            | 6715     |
| 28  | Становништво од 12 до 14 година                                                                  | 5589     |
| 29  | Мушко становништво од 12 до 14 година                                                            | 2830     |
| 30  | Женско становништво од 12 до 14 година                                                           | 2759     |
| 31  | Становништво од 15 до 17 година                                                                  | 5778     |
| 32  | Мушко становништво од 15 до 17 година                                                            | 2887     |
| 33  | Женско становништво од 15 до 17 година                                                           | 2891     |
| 34  | Становништво од 18 до 24 године                                                                  | 12369    |
| 35  | Мушко становништво од 18 до 24 године                                                            | 6077     |
| 36  | Женско становништво од 18 до 24 године                                                           | 6292     |
| 37  | Женско становништво од 15 до 49 година                                                           | 25493    |
| 38  | Становништво са 60 и више година                                                                 | 7587     |
| 39  | Мушко становништво са 60 и више година                                                           | 3395     |
| 40  | Женско становништво са 60 и више година                                                          | 4192     |
| 41  | Однос између мушкараца и жена                                                                    | 94.54    |
| 42  | Становништво од нуле до 14 година                                                                | 28543    |
| 43  | Становништво од 15 до 64 године                                                                  | 57939    |
| 44  | Становништво од 65 година и више                                                                 | 5304     |
| 45  | Просечан број деце                                                                               | 2.41     |
| 46  | Становништво рођено у ентитету                                                                   | 85665    |
| 47  | Мушко становништво рођено у ентитету                                                             | 41394    |
| 48  | Женско становништво рођено у ентитету                                                            | 44271    |
| 49  | Становништво рођено у другом ентитету                                                            | 4693     |
| 50  | Мушко становништво рођено у другом ентитету                                                      | 2504     |
| 51  | Женско становништво рођено у другом ентитету                                                     | 2189     |
| 52  | Становништво од 5 година и више резидентно у ентитету у јуну 2005. године                        | 79851    |
| 53  | Мушко становништво старосног доба од 5 година и више, резидентно у ентитету у јуну 2005. године  | 38420    |
| 54  | Женско становништво старосног доба од 5 и више година, резидентно у ентитету у јуну 2005. године | 41431    |
| 55  | Становништво од 5 година и више које је живело у другом ентитету у јуну 2005. године             | 1065     |
| 56  | Мушко становништво старије од 5 година које је живело у другом ентитету у јуну 2005. године      | 553      |
| 57  | Женско становништво старије од 5 година које је живело у другом ентитету у јуну 2005. године     | 512      |
| 58  | Становништво од 3 године и више које говори аутохтони језик                                      | 189      |
| 59  | Мушко становништво старо 3 године и више које говори аутохтони језик                             | 109      |
| 60  | Женско становништво старо 3 године и више које говори аутохтони језик                            | 80       |
| 61  | Становништво од 3 године и више које говори аутохтони језик и не говори шпански језик            | 1        |
| 62  | Мушко становништво старо 3 године и више које говори аутохтони језик и не говори шпански         | 1        |
| 63  | Женско становништво старо 3 године и више које говори аутохтони језик и не говори шпански језик  | 0        |
| 64  | Становништво старо 3 године и више које говори аутохтони језик и шпански                         | 63       |
| 65  | Мушко становништво старо 3 године и више које говори аутохтони језик и шпански                   | 39       |
| 66  | Женско становништво старо 3 године и више које говори аутохтони језик и шпански                  | 24       |
| 67  | Становништво од 5 година и више које говори аутохтони језик                                      | 183      |
| 68  | Становништво од 5 година и више које говори аутохтони језик и не говори шпански језик            | 1        |
| 69  | Становништво од 5 година и више које говори аутохтони језик и говори шпански језик               | 63       |
| 70  | Становништво у домородачким домаћинствима                                                        | 432      |
| 71  | Становништво са ограничењима у активностима                                                      | 3622     |
| 72  | Становништво са ограниченим ходањем или кретањем, горе или доле                                  | 2057     |
| 73  | Становници са ограничењима вида, чак и уз кориштење сочива                                       | 753      |
| 74  | Становништво са ограничењима говора, комуникације или конверзације                               | 294      |
| 75  | Становништво са ограниченим слухом                                                               | 356      |
| 76  | Становништво са ограничењима при одевању, купању или јелу                                        | 173      |
| 77  | Становништво са ограничењима у опажању или учењу једноставних ствари                             | 192      |
| 78  | Становништво са менталним ограничењима                                                           | 536      |
| 79  | Становништво без ограничења активности                                                           | 87860    |
| 80  | Становништво од 3 до 5 година које не похађа школу                                               | 2538     |
| 81  | Мушко становништво од 3 до 5 година које не похађа школу                                         | 1313     |
| 82  | Женско становништво од 3 до 5 година које не похађа школу                                        | 1225     |
| 83  | Становништво од 6 до 11 година које не похађа школу                                              | 332      |
| 84  | Мушко становништво од 6 до 11 година које не похађа школу                                        | 179      |
| 85  | Женско становништво од 6 до 11 година које не похађа школу                                       | 153      |
| 86  | Становништво од 12 до 14 година које не похађа школу                                             | 562      |
| 87  | Мушко становништво од 12 до 14 година које не похађа школу                                       | 316      |
| 88  | Женско становништво од 12 до 14 година које не похађа школу                                      | 246      |
| 89  | Становништво од 15 до 17 година похађа школу                                                     | 3552     |
| 90  | Мушко становништво од 15 до 17 година похађа школу                                               | 1635     |
| 91  | Женско становништво између 15 и 17 година живота у школи                                         | 1917     |
| 92  | Становништво од 18 до 24 године похађа школу                                                     | 3093     |
| 93  | Мушко становништво од 18 до 24 године похађа школу                                               | 1566     |
| 94  | Женско становништво од 18 до 24 године похађа школу                                              | 1527     |
| 95  | Становништво од 8 до 14 година које не може да чита и пише                                       | 376      |
| 96  | Мушко становништво старосног доба од 8 до 14 година које не може да чита и пише                  | 225      |
| 97  | Женско становништво старосног доби од 8 до 14 година које не може да чита и пише                 | 151      |
| 98  | Становништво од 15 година и више које је неписмено                                               | 3203     |
| 99  | Мушко становништво од 15 година и више које је неписмено                                         | 1338     |
| 100 | Женско становништво од 15 година и више које је неписмено                                        | 1865     |
| 101 | Становништво старо 15 и више година без школовања                                                | 4444     |
| 102 | Мушко становништво старо 15 и више година без школовања                                          | 1907     |
| 103 | Женско становништво старо 15 и више година без школовања                                         | 2537     |
| 104 | Становништво старосног доба 15 и више година са непотпуним основним образовањем                  | 8972     |
| 105 | Мушко становништво старосног доба од 15 година и више са непотпуном основним образовањем         | 4387     |
| 106 | Женско становништво старосног доба 15 и више година са непотпуном основним образовањем           | 4585     |
| 107 | Становништво старо 15 и више година са комплетним основним образовањем                           | 12043    |
| 108 | Мушко становништво старо 15 година и више са комплетним основним образовањем                     | 5870     |
| 109 | Женско становништво старо 15 и више година са комплетним основним образовањем                    | 6173     |
| 110 | Становништво старосног доба 15 и више година са непотпуним средњим образовањем                   | 3758     |
| 111 | Мушко становништво старосног доба од 15 година и више са непотпуним средњим образовањем          | 2094     |
| 112 | Женско становништво старосног доба од 15 година и више са непотпуним средњим образовањем         | 1664     |
| 113 | Становништво старо 15 и више година са пуним секундарном образовањем                             | 13559    |
| 114 | Мушко становништво старосног доба од 15 година и више са пуним секундарном образовањем           | 6337     |
| 115 | Женско становништво старосног доба од 15 година и више са пуним секундарном образовањем          | 7222     |
| 116 | Становништво старије од 18 година са постосновним образовањем                                    | 18238    |
| 117 | Мушко становништво старије од 18 година са постосновним образовањем                              | 8721     |
| 118 | Женско становништво старије од 18 година са постосновним образовањем                             | 9517     |
| 119 | Просечна оцена школовања                                                                         | 8.24     |
| 120 | Просечан ниво образовања мушке популације                                                        | 8.34     |
| 121 | Просечан ниво образовања женског становништва                                                    | 8.14     |
| 122 | Економски активно становништво                                                                   | 40136    |
| 123 | Економски активна мушка популација                                                               | 25509    |
| 124 | Економски активна женска популација                                                              | 14627    |
| 125 | Становништво које није економски активно                                                         | 28430    |
| 126 | Мушко становништво које није економски активно                                                   | 7344     |
| 127 | Женско становништво које није економски активно                                                  | 21086    |
| 128 | Запослено становништво                                                                           | 38602    |
| 129 | Запослено мушко становништво                                                                     | 24342    |
| 130 | Запослено женско становништво                                                                    | 14260    |
| 131 | Незапослена популација                                                                           | 1534     |
| 132 | Незапослена мушка популација                                                                     | 1167     |
| 133 | Незапослена женска популација                                                                    | 367      |
| 134 | Становништво без права на здравствене услуге                                                     | 31054    |
| 135 | Становништво које има право на здравствене услуге                                                | 60612    |
| 136 | Становништво које има право на ИМСС                                                              | 44396    |
| 137 | Становништво које има право на социјално осигурање                                               | 2453     |
| 138 | Становништво које има право на државно социјално осигурање                                       | 62       |
| 139 | Становништво које има право на опште осигурање или здравствено осигурање за нову генерацију      | 10526    |
| 140 | Становништво које је било једном или није било у браку током 12 година и више                    | 27844    |
| 141 | Венчано или уједињено становништво од 12 година и више                                           | 36191    |
| 142 | Становништво које је било у браку или уједињено 12 година и више                                 | 4719     |
| 143 | Становништво са католичком религијом                                                             | 89455    |
| 144 | Протестанти, еванђелисти и библијски следбеници различити од еванђелиста                         | 1528     |
| 145 | Становништво са другим религијама различитим од претходних                                       | 13       |
| 146 | Становништво без религије                                                                        | 521      |
| 147 | Укупно пописаних домаћинства                                                                     | 22373    |
| 148 | Пописна домаћинства на челу са мушкарцима                                                        | 17082    |
| 149 | Пописна домаћинства на челу са женама                                                            | 5291     |
| 150 | Становништво у пописним домаћинствима                                                            | 91530    |
| 151 | Становништво у пописним домаћинствима на челу са мушкарцима                                      | 73581    |
| 152 | Становништво у пописним домаћинствима на челу са женама                                          | 17949    |
| 153 | Укупно домаћинстава                                                                              | 26488    |
| 154 | Укупно насељених домаћинстава                                                                    | 22438    |
| 155 | Укупно приватних кућа                                                                            | 26423    |
| 156 | Насељени приватни домови                                                                         | 22373    |
| 157 | Укупно насељених приватних кућа                                                                  | 22424    |
| 158 | Ненасељене приватне куће                                                                         | 2489     |
| 159 | Појединачна домаћинства за привремену употребу                                                   | 1561     |
| 160 | Становници у насељеним приватним кућама                                                          | 91530    |
| 161 | Насељеност станара у приватним становима                                                         | 4.09     |
| 162 | Просечно становника по соби у приватним насељеним домаћинствима                                  | 0.97     |
| 163 | Појединачна домаћинства са подовима од различитих материјала од земље                            | 22135    |
| 164 | Појединачна домаћинства у приземљу                                                               | 150      |
| 165 | Појединачна домаћинства са једном спаваћом собом                                                 | 5192     |
| 166 | Појединачна домаћинства са две спаваће собе и више                                               | 17127    |
| 167 | Појединачна домаћинства са једним собом                                                          | 394      |
| 168 | Појединачна домаћинства са две собе                                                              | 1578     |
| 169 | Појединачна домаћинства са 3 собе и више                                                         | 20337    |
| 170 | Појединачна домаћинства која имају електрично светло                                             | 22297    |
| 171 | Појединачна домаћинства која немају електрично светло                                            | 37       |
| 172 | Појединачна домаћинства која имају водоводну воду у стамбеном простору                           | 22041    |
| 173 | Појединачна домаћинства која немају водоводну воду у стамбеном простору                          | 263      |
| 174 | Појединачна домаћинства која имају тоалет                                                        | 22233    |
| 175 | Појединачна домаћинства која имају канализацију                                                  | 22239    |
| 176 | Појединачна домаћинства која немају канализацију                                                 | 57       |
| 177 | Појединачна домаћинства која имају електрично светло, довод воде из јавне мреже и канализацију   | 21965    |
| 178 | Појединачна домаћинства без икаквих услова                                                       | 52       |
| 179 | Појединачна домаћинства која имају радио                                                         | 18908    |
| 180 | Појединачна домаћинства која имају телевизор                                                     | 21983    |
| 181 | Појединачна домаћинства која имају фрижидер                                                      | 21307    |
| 182 | Појединачна домаћинства која имају машину за веш                                                 | 20010    |
| 183 | Појединачна домаћинства која имају аутомобил или комби                                           | 14654    |
| 184 | Појединачна домаћинства која имају рачунар                                                       | 8335     |
| 185 | Појединачна домаћинства која имају фиксну телефонску линију                                      | 11670    |
| 186 | Појединачна домаћинства која имају мобилни телефон                                               | 18021    |
| 187 | Појединачна домаћинства која имају приступ интернету                                             | 6181     |
| 188 | Величина локације                                                                                | 10       |